# Desaguadero (Bolivia)
Desaguadero è un comune (municipio in spagnolo) della Bolivia nella provincia di Ingavi (dipartimento di La Paz) con 5.576 abitanti (dato 2010).

## Cantoni
Il comune è suddiviso in 2 cantoni (popolazione 2001):
- Desaguadero - 4.194 abitanti
- San Juan de Huancollo - 787 abitanti